# Fixed drug eruption
Fixed drug eruption (erythema fixatum) is een huidafwijking die ontstaat door overgevoeligheid voor een gebruikt medicijn. Er ontstaat één, scherp afgegrensd, verheven gebied met roodheid, en soms blaarvorming. Kenmerkend is dat de afwijking bij de volgende inname van het medicijn weer op dezelfde plek ontstaat. Meestal ontstaat de plek in het gezicht, op handen, voeten of geslachtsdelen. Bij het wegtrekken van de roodheid kan er in het aangedane gebied verkleuring (hyperpigmentatie) ontstaan.
Het is onbekend waarom de overgevoeligheid slechts op die beperkte plek blijkt, en niet over het hele lichaam verspreid. Er zijn veel geneesmiddelen die een fixed drug eruption kunnen geven. Enkele veel voorkomende zijn:
- NSAID's
- Co-trimoxazol, tetracyclines en andere antibiotica
- Barbituraten